# Mec Art

Картина «Обед на траве» Алена Жаке была вдохновлена работой «Завтрак на траве» кисти Мане

Mec Art (сокращение от Mechanical Art) — европейское направление в современном искусстве, в рамках которого художественные работы создавались с помощью переноса фотографических изображений на холст, обработанный светочувствительной эмульсией, иногда с использованием шёлкографии. Зародилось во Франции в середине 1960-х годов и являлось ответом на американский поп-арт. Авторство направления приписывается французскому художнику Алену Жаке (1939—2008), который некоторое время жил в Нью-Йорке и по возвращении в Париж предпринял попытки создания работ в новом стиле.
В отличие от использования изображений из рекламы и глянцевых журналов, распространённых в американском поп-арте, художники направления Mec Art часто ссылались на канонические и классические европейские произведения, в том числе картины импрессионистов и старых мастеров. Энди Уорхол, как один из лидеров американского поп-арта, использовал фотографические переводы без адаптации во многих своих работах, меняя лишь цвета, европейские же художники обычно модифицировали или реструктурировали исходное изображение, чтобы создать новое, синтетическое. С их точки зрения фотография — это только новый инструмент, который приходит на смену кистям и палитрам.

## История движения
После 1961 года, с внедрением в живопись приёмов промышленной типографики и механической репродукции, которые заняли широкое поле в современном искусстве, отношение «фотография-живопись» изменилось. Фотографическое копирование с помощью трафарета было впервые применено американцем Энди Уорхолом, который выступал за холодную документальную объективность в ущерб традиционной субъективности. Однако, при этом, Уорхол мог использовать «образ-объект» по-разному: увеличение, умножение, чередование, раскраска. «Банки c супом Campbell», а затем «Портреты Мерилин Монро» (1962) сделали Уорхола самым известным художником современного искусства своего времени. Его успех породил множество последователей и подражателей, которые в свою очередь, дорабатывали и совершенствовали технику фотопечати.
В Европе термин «Mec Art» стал употребляться после того, как была создана одноимённая художественная группа (1965 год). Её создателем был критик-искусствовед Пьер Рестани, в группу входили художники Джанни Бертини, Поль Бюри, Ален Жаке, Никос Кессанилис и Миммо Ротелла, которые были уже достаточно известными художниками, пришедшими к мек-арту разными путями.
Джанни Бертини работал с фотографическими коллажами, Ален Жакэ экспериментировал в каркасном анализе, Миммо Ротелла выполнял фоторепортажи из газетных фотографий; Иегуда Нейман разрабатывал свои фотографии на различных носителях, в том числе на металле, а также на холсте; Поль Бери работал над передачей динамике в статических изображениях; Никос Кессанилис экспериментировал с игрой теней на фото.
С 1965 года Mec Art получает распространение в Германии, в этом направление начинают создавать работы Герхард Рихтер и Зигмар Польке, а так же в Италии, где его развитие было наиболее ярким за пределами Франции благодаря влиянию Карло Мариани и Луки Пателли.